# 2. ŽNL Vukovarsko-srijemska Grupa B 2002./03.
U viši rang, odnosno 1. ŽNL Vukovarsko-srijemsku se plasirao pobjednik NK Sladorana Županja, dok je u 3. ŽNL Vukovarsko-srijemsku ispala NK Županja 77 ↓1.

## Tablica
| Mj. | Klub                         | Sus. | Pobj. | Ner. | Por. | GR.    | Bod. |
| --- | ---------------------------- | ---- | ----- | ---- | ---- | ------ | ---- |
| 1.  | NK Sladorana Županja         | 30   | 21    | 5    | 4    | 105:43 | 68   |
| 2.  | NK Vrbanja                   | 30   | 18    | 6    | 6    | 96:44  | 60   |
| 3.  | NK Šokadija Stari Mikanovci  | 30   | 17    | 7    | 6    | 82:45  | 58   |
| 4.  | NK Borinci Jarmina           | 30   | 17    | 5    | 8    | 79:43  | 56   |
| 5.  | NK Borac Retkovci            | 30   | 16    | 5    | 9    | 90:57  | 53   |
| 6.  | NK Mladost Vođinci           | 30   | 13    | 8    | 9    | 75:45  | 47   |
| 7.  | NK Jadran Gunja              | 30   | 13    | 4    | 13   | 55:64  | 43   |
| 8.  | NK Posavac Posavski Podgajci | 30   | 13    | 4    | 13   | 57:68  | 43   |
| 9.  | NK Slavonac Gradište         | 30   | 12    | 6    | 12   | 55:57  | 42   |
| 10. | NK RAŠK Rajevo Selo          | 30   | 11    | 8    | 11   | 54:44  | 41   |
| 11. | NK Sloga Novi Mikanovci      | 30   | 10    | 7    | 13   | 52:63  | 37   |
| 12. | NK Slavonija Soljani         | 30   | 9     | 2    | 19   | 55:84  | 29   |
| 13. | NK Slavonac Prkovci          | 30   | 8     | 5    | 17   | 42:73  | 29   |
| 14. | NK Šokadija Babina Greda     | 30   | 7     | 7    | 16   | 35:62  | 28   |
| 15. | NK Sloga Račinovci           | 30   | 7     | 3    | 20   | 52:120 | 24   |
| 16. | NK Županja 77 ↓1             | 30   | 4     | 6    | 20   | 39:111 | 18   |

## Rezultati
| NK Mladost Vođinci - NK Sladorana Županja 0:3 NK Sloga Novi Mikanovci - NK Slavonac Prkovci 1:0 NK Šokadija Babina Greda - NK Slavonac Gradište 3:6 NK Slavonija Soljani - NK Jadran Gunja 0:2 NK Posavac Posavski Podgajci - NK Borac Retkovci 2:1 NK Borinci Jarmina - NK RAŠK Rajevo Selo 2:2 NK Šlajs Županja - NK Krajišnik Vrbanja 2:6 NK Sloga Račinovci - NK Šokadija Stari Mikanovci 2:3  | NK Mladost Vođinci - NK Sloga Novi Mikanovci 0:1 NK Slavonac Prkovci - NK Šokadija Babina Greda 1:2 NK Slavonac Gradište - NK Slavonija Soljani 2:0 NK Jadran Gunja - NK Posavac Posavski Podgajci 1:2 NK Borac Retkovci - NK Borinci Jarmina 1:1 NK RAŠK Rajevo Selo - NK Šlajs Županja 5:2 NK Krajišnik Vrbanja - NK Sloga Račinovci 4:0 NK Sladorana Županja - NK Šokadija Stari Mikanovci 2:2 | NK Šokadija Babina Greda - NK Mladost Vođinci 0:4 NK Sloga Novi Mikanovci - NK Sladorana Županja 3:1 NK Slavonija Soljani - NK Slavonac Prkovci 3:2 NK Posavac Posavski Podgajci - NK Slavonac Gradište 2:1 NK Šlajs Županja - NK Borac Retkovci 0:6 NK Borinci Jarmina - NK Jadran Gunja 2:0 NK Sloga Račinovci - NK RAŠK Rajevo Selo 1:1 NK Šokadija Stari Mikanovci - NK Krajišnik Vrbanja 4:2  |
| NK Sloga Novi Mikanovci - NK Šokadija Babina Greda 5:0 NK Mladost Vođinci - NK Slavonija Soljani 3:1 NK Slavonac Prkovci - NK Posavac Posavski Podgajci 4:1 NK Slavonac Gradište - NK Borinci Jarmina 2:0 NK Jadran Gunja - NK Šlajs Županja 3:2 NK Borac Retkovci - NK Sloga Račinovci 6:1 NK RAŠK Rajevo Selo - NK Šokadija Stari Mikanovci 2:3 NK Sladorana Županja - NK Krajišnik Vrbanja 2:2  | NK Posavac Posavski Podgajci - NK Mladost Vođinci 2:0 NK Slavonija Soljani - NK Sloga Novi Mikanovci 2:1 NK Šokadija Babina Greda - NK Sladorana Županja 2:2 NK Borinci Jarmina - NK Slavonac Prkovci 0:1 NK Šlajs Županja - NK Slavonac Gradište 4:2 NK Sloga Račinovci - NK Jadran Gunja 0:2 NK Šokadija Stari Mikanovci - NK Borac Retkovci 3:2 NK Krajišnik Vrbanja - NK RAŠK Rajevo Selo 2:0 | NK Mladost Vođinci - NK Borinci Jarmina 7:2 NK Sloga Novi Mikanovci - NK Posavac Posavski Podgajci 2:0 NK Šokadija Babina Greda - NK Slavonija Soljani 3:1 NK Slavonac Prkovci - NK Šlajs Županja 2:3 NK Slavonac Gradište - NK Sloga Račinovci 1:0 NK Jadran Gunja - NK Šokadija Stari Mikanovci 1:1 NK Borac Retkovci - NK Krajišnik Vrbanja 3:1 NK Sladorana Županja - NK RAŠK Rajevo Selo 5:1  |
| NK Šlajs Županja - NK Mladost Vođinci 3:3 NK Borinci Jarmina - NK Sloga Novi Mikanovci 3:1 NK Posavac Posavski Podgajci - NK Šokadija Babina Greda 2:1 NK Slavonija Soljani - NK Sladorana Županja 2:3 NK Sloga Račinovci - NK Slavonac Prkovci 6:2 NK Šokadija Stari Mikanovci - NK Slavonac Gradište 2:2 NK Krajišnik Vrbanja - NK Jadran Gunja 9:3 NK RAŠK Rajevo Selo - NK Borac Retkovci 3:1  | NK Mladost Vođinci - NK Sloga Račinovci 7:2 NK Sloga Novi Mikanovci - NK Šlajs Županja 6:0 NK Šokadija Babina Greda - NK Borinci Jarmina 1:2 NK Slavonija Soljani - NK Posavac Posavski Podgajci 2:2 NK Slavonac Prkovci - NK Šokadija Stari Mikanovci 1:1 NK Slavonac Gradište - NK Krajišnik Vrbanja 0:3 NK Jadran Gunja - NK RAŠK Rajevo Selo 0:2 NK Sladorana Županja - NK Borac Retkovci 5:0 | NK Šokadija Stari Mikanovci - NK Mladost Vođinci 1:2 NK Sloga Račinovci - NK Sloga Novi Mikanovci 2:1 NK Šlajs Županja - NK Šokadija Babina Greda 2:2 NK Borinci Jarmina - NK Slavonija Soljani 4:0 NK Posavac Posavski Podgajci - NK Sladorana Županja 1:0 NK Krajišnik Vrbanja - NK Slavonac Prkovci 3:0 NK RAŠK Rajevo Selo - NK Slavonac Gradište 2:2 NK Borac Retkovci - NK Jadran Gunja 10:2 |
| NK Mladost Vođinci - NK Krajišnik Vrbanja 7:4 NK Sloga Novi Mikanovci - NK Šokadija Stari Mikanovci 3:3 NK Šokadija Babina Greda - NK Sloga Račinovci 1:1 NK Slavonija Soljani - NK Šlajs Županja 7:1 NK Posavac Posavski Podgajci - NK Borinci Jarmina 1:0 NK Slavonac Prkovci - NK RAŠK Rajevo Selo 1:0 NK Slavonac Gradište - NK Borac Retkovci 1:1 NK Sladorana Županja - NK Jadran Gunja 3:1  | NK RAŠK Rajevo Selo - NK Mladost Vođinci 1:1 NK Krajišnik Vrbanja - NK Sloga Novi Mikanovci 6:0 NK Šokadija Stari Mikanovci - NK Šokadija Babina Greda 3:0 NK Sloga Račinovci - NK Slavonija Soljani 5:3 NK Šlajs Županja - NK Posavac Posavski Podgajci 1:2 NK Borinci Jarmina - NK Sladorana Županja 2:2 NK Borac Retkovci - NK Slavonac Prkovci 2:0 NK Jadran Gunja - NK Slavonac Gradište 3:1 | NK Mladost Vođinci - NK Borac Retkovci 0:0 NK Sloga Novi Mikanovci - NK RAŠK Rajevo Selo 1:1 NK Šokadija Babina Greda - NK Krajišnik Vrbanja 1:1 NK Slavonija Soljani - NK Šokadija Stari Mikanovci 3:2 NK Posavac Posavski Podgajci - NK Sloga Račinovci 8:3 NK Borinci Jarmina - NK Šlajs Županja 6:0 NK Slavonac Prkovci - NK Jadran Gunja 1:1 NK Sladorana Županja - NK Slavonac Gradište 4:1  |
| NK Jadran Gunja - NK Mladost Vođinci 0:0 NK Borac Retkovci - NK Sloga Novi Mikanovci 5:2 NK RAŠK Rajevo Selo - NK Šokadija Babina Greda 4:1 NK Krajišnik Vrbanja - NK Slavonija Soljani 10:1 NK Šokadija Stari Mikanovci - NK Posavac Posavski Podgajci 4:1 NK Sloga Račinovci - NK Borinci Jarmina 1:2 NK Šlajs Županja - NK Sladorana Županja 3:6 NK Slavonac Gradište - NK Slavonac Prkovci 3:1 | NK Mladost Vođinci - NK Slavonac Gradište 7:0 NK Sloga Novi Mikanovci - NK Jadran Gunja 4:2 NK Šokadija Babina Greda - NK Borac Retkovci 0:2 NK Slavonija Soljani - NK RAŠK Rajevo Selo 3:3 NK Posavac Posavski Podgajci - NK Krajišnik Vrbanja 2:2 NK Borinci Jarmina - NK Šokadija Stari Mikanovci 5:1 NK Šlajs Županja - NK Sloga Račinovci 1:1 NK Sladorana Županja - NK Slavonac Prkovci 4:1 | NK Slavonac Prkovci - NK Mladost Vođinci 0:0 NK Slavonac Gradište - NK Sloga Novi Mikanovci 6:1 NK Jadran Gunja - NK Šokadija Babina Greda 3:0 NK Borac Retkovci - NK Slavonija Soljani 8:2 NK RAŠK Rajevo Selo - NK Posavac Posavski Podgajci 1:1 NK Krajišnik Vrbanja - NK Borinci Jarmina 3:0 NK Šokadija Stari Mikanovci - NK Šlajs Županja 7:1 NK Sloga Račinovci - NK Sladorana Županja 5:8  |
| NK Sladorana Županja - NK Mladost Vođinci 2:1 NK Slavonac Prkovci - NK Sloga Novi Mikanovci 0:0 NK Slavonac Gradište - NK Šokadija Babina Greda 2:2 NK Jadran Gunja - NK Slavonija Soljani 2:1 NK Borac Retkovci - NK Posavac Posavski Podgajci 6:0 NK RAŠK Rajevo Selo - NK Borinci Jarmina 2:0 NK Krajišnik Vrbanja - NK Županja 77 0:0 NK Šokadija Stari Mikanovci - NK Sloga Račinovci 4:2     | NK Sloga Novi Mikanovci - NK Mladost Vođinci 2:2 NK Šokadija Babina Greda - NK Slavonac Prkovci 0:2 NK Slavonija Soljani - NK Slavonac Gradište 1:4 NK Posavac Posavski Podgajci - NK Jadran Gunja 1:1 NK Borinci Jarmina - NK Borac Retkovci 5:2 NK Županja 77 - NK RAŠK Rajevo Selo 1:0 NK Sloga Račinovci - NK Krajišnik Vrbanja 1:8 NK Šokadija Stari Mikanovci - NK Sladorana Županja 2:1    | NK Mladost Vođinci - NK Šokadija Babina Greda 1:0 NK Sladorana Županja - NK Sloga Novi Mikanovci 4:0 NK Slavonac Prkovci - NK Slavonija Soljani 1:0 NK Slavonac Gradište - NK Posavac Posavski Podgajci 2:1 NK Borac Retkovci - NK Županja 77 2:1 NK Jadran Gunja - NK Borinci Jarmina 1:3 NK RAŠK Rajevo Selo - NK Sloga Račinovci 3:0 NK Krajišnik Vrbanja - NK Šokadija Stari Mikanovci 3:1     |
| NK Šokadija Babina Greda - NK Sloga Novi Mikanovci 1:1 NK Slavonija Soljani - NK Mladost Vođinci 2:1 NK Posavac Posavski Podgajci - NK Slavonac Prkovci 4:0 NK Borinci Jarmina - NK Slavonac Gradište 3:0 NK Županja 77 - NK Jadran Gunja 2:3 NK Sloga Račinovci - NK Borac Retkovci 0:3 NK Šokadija Stari Mikanovci - NK RAŠK Rajevo Selo 2:0 NK Krajišnik Vrbanja - NK Sladorana Županja 4:2     | NK Mladost Vođinci - NK Posavac Posavski Podgajci 3:1 NK Sloga Novi Mikanovci - NK Slavonija Soljani 2:0 NK Sladorana Županja - NK Šokadija Babina Greda 1:0 NK Slavonac Prkovci - NK Borinci Jarmina 2:4 NK Slavonac Gradište - NK Županja 77 2:0 NK Jadran Gunja - NK Sloga Račinovci 5:1 NK Borac Retkovci - NK Šokadija Stari Mikanovci 1:4 NK RAŠK Rajevo Selo - NK Krajišnik Vrbanja 0:1    | NK Borinci Jarmina - NK Mladost Vođinci 1:1 NK Posavac Posavski Podgajci - NK Sloga Novi Mikanovci 5:0 NK Slavonija Soljani - NK Šokadija Babina Greda 2:0 NK Županja 77 - NK Slavonac Prkovci 1:1 NK Sloga Račinovci - NK Slavonac Gradište 3:2 NK Šokadija Stari Mikanovci - NK Jadran Gunja 4:0 NK Krajišnik Vrbanja - NK Borac Retkovci 2:2 NK RAŠK Rajevo Selo - NK Sladorana Županja 2:2     |
| NK Mladost Vođinci - NK Županja 77 9:0 NK Sloga Novi Mikanovci - NK Borinci Jarmina 1:2 NK Šokadija Babina Greda - NK Posavac Posavski Podgajci 3:1 NK Sladorana Županja - NK Slavonija Soljani 2:0 NK Slavonac Prkovci - NK Sloga Račinovci 2:1 NK Slavonac Gradište - NK Šokadija Stari Mikanovci 1:1 NK Jadran Gunja - NK Krajišnik Vrbanja 3:2 NK Borac Retkovci - NK RAŠK Rajevo Selo 4:0     | NK Sloga Račinovci - NK Mladost Vođinci 1:5 NK Županja 77 - NK Sloga Novi Mikanovci 2:1 NK Borinci Jarmina - NK Šokadija Babina Greda 5:0 NK Posavac Posavski Podgajci - NK Slavonija Soljani 4:0 NK Šokadija Stari Mikanovci - NK Slavonac Prkovci 6:0 NK Krajišnik Vrbanja - NK Slavonac Gradište 2:1 NK RAŠK Rajevo Selo - NK Jadran Gunja 0:3 NK Borac Retkovci - NK Sladorana Županja 3:4    | NK Mladost Vođinci - NK Šokadija Stari Mikanovci 2:1 NK Sloga Novi Mikanovci - NK Sloga Račinovci 5:0 NK Šokadija Babina Greda - NK Županja 77 3:1 NK Slavonija Soljani - NK Borinci Jarmina 1:2 NK Sladorana Županja - NK Posavac Posavski Podgajci 7:0 NK Slavonac Prkovci - NK Krajišnik Vrbanja 1:4 NK Slavonac Gradište - NK RAŠK Rajevo Selo 1:0 NK Jadran Gunja - NK Borac Retkovci 3:1     |
| NK Krajišnik Vrbanja - NK Mladost Vođinci 4:0 NK Šokadija Stari Mikanovci - NK Sloga Novi Mikanovci 2:2 NK Sloga Račinovci - NK Šokadija Babina Greda 2:0 NK Županja 77 - NK Slavonija Soljani 0:1 NK Borinci Jarmina - NK Posavac Posavski Podgajci 5:1 NK RAŠK Rajevo Selo - NK Slavonac Prkovci 4:0 NK Borac Retkovci - NK Slavonac Gradište 3:2 NK Jadran Gunja - NK Sladorana Županja 0:2     | NK Mladost Vođinci - NK RAŠK Rajevo Selo 1:2 NK Sloga Novi Mikanovci - NK Krajišnik Vrbanja 0:0 NK Šokadija Babina Greda - NK Šokadija Stari Mikanovci 1:0 NK Slavonija Soljani - NK Sloga Račinovci 11:2 NK Posavac Posavski Podgajci - NK Županja 77 6:4 NK Sladorana Županja - NK Borinci Jarmina 4:2 NK Slavonac Prkovci - NK Borac Retkovci 6:4 NK Slavonac Gradište - NK Jadran Gunja 2:0   | NK Borac Retkovci - NK Mladost Vođinci 3:2 NK RAŠK Rajevo Selo - NK Sloga Novi Mikanovci 3:0 NK Krajišnik Vrbanja - NK Šokadija Babina Greda 3:1 NK Šokadija Stari Mikanovci - NK Slavonija Soljani 4:1 NK Sloga Račinovci - NK Posavac Posavski Podgajci 4:3 NK Županja 77 - NK Borinci Jarmina 1:1 NK Jadran Gunja - NK Slavonac Prkovci 3:1 NK Slavonac Gradište - NK Sladorana Županja 1:3     |
| NK Mladost Vođinci - NK Jadran Gunja 1:0 NK Sloga Novi Mikanovci - NK Borac Retkovci 2:4 NK Šokadija Babina Greda - NK RAŠK Rajevo Selo 2:0 NK Slavonija Soljani - NK Krajišnik Vrbanja 3:1 NK Posavac Posavski Podgajci - NK Šokadija Stari Mikanovci 0:2 NK Borinci Jarmina - NK Sloga Račinovci 9:0 NK Sladorana Županja - NK Županja 77 7:0 NK Slavonac Prkovci - NK Slavonac Gradište 2:3     | NK Slavonac Gradište - NK Mladost Vođinci 1:1 NK Jadran Gunja - NK Sloga Novi Mikanovci 6:2 NK Borac Retkovci - NK Šokadija Babina Greda 1:1 NK RAŠK Rajevo Selo - NK Slavonija Soljani 5:0 NK Krajišnik Vrbanja - NK Posavac Posavski Podgajci 3:0 NK Šokadija Stari Mikanovci - NK Borinci Jarmina 3:2 NK Sloga Račinovci - NK Županja 77 5:1 NK Slavonac Prkovci - NK Sladorana Županja 2:5    | NK Mladost Vođinci - NK Slavonac Prkovci 4:5 NK Sloga Novi Mikanovci - NK Slavonac Gradište 2:1 NK Šokadija Babina Greda - NK Jadran Gunja 4:1 NK Slavonija Soljani - NK Borac Retkovci 2:3 NK Posavac Posavski Podgajci - NK RAŠK Rajevo Selo 1:5 NK Borinci Jarmina - NK Krajišnik Vrbanja 4:1 NK Županja 77 - NK Šokadija Stari Mikanovci 0:6 NK Sladorana Županja - NK Sloga Račinovci 9:0     |

## Kvalifikacije za ostanak u 2. ŽNL
Zbog neuspjeha NK Borca iz Bobote u kvalifikacijama za 3. HNL – Istok, iz 1. ŽNL Vukovarsko-srijemske je dodatno ispao NK Lipovac, te je zbog toga iz 2. ŽNL Vukovarsko-srijemske morao ispasti još jedan klub. Ovo je odlučeno kroz dodatne kvalifikacije između dva 15oplasirana kluba iz grupe A (ŠNK Dunav Sotin) i B (NK Sloga Račinovci).
ŠNK Dunav Sotin - NK Sloga Račinovci 2:2
NK Sloga Račinovci - ŠNK Dunav Sotin 3:1
Drugoligaški status je zadržala NK Sloga Račinovci, dok je ŠNK Dunav Sotin ispao u 3. ŽNL Vukovarsko-srijemsku.